# Wohnsiedlung Leimgrübel
Die Wohnsiedlung Leimgrübel ist eine kommunale Wohnsiedlung der Stadt Zürich in Seebach, die Ende der 1950er-Jahre von Ernst Göhner gebaut wurde.

## Lage
Die Siedlung befindet sich in einem Gebiet nördlich des Zentrums von Seebach beim Autobahnanschluss «Zürich Seebach», wo sich mehrere Genosschenschaftssiedlungen befinden. Ganz in der Nähe befindet sich auch die Wohnsiedlung Stiglen. Über die Bushaltestelle «Birch-/Glatttalstrasse» ist die Siedlung an den öffentlichen Verkehr angebunden.

## Geschichte
Ende der 1950er-Jahre musste die Stadt abermals mit Wohnungsbau einspringen. Durch den Abbruch von Altbauliegenschaften wurde günstiger Wohnraum für Bevölkerung mit tiefem Einkommen rar. Die Baugenossenschaften hielten sich in dieser Zeit zurück, weil planerische Unsicherheit wegen einer neuen Bauordnung herrschte. Die Stadt stellte das Land zur Verfügung und beauftragte Ernst Göhner als Generalunternehmer mit der Planung und dem Bau der Siedlung. Göhner hatte kurz zuvor eine ähnliche Siedlung an der Saumackerstrasse in Altstetten auf eigene Rechnung erstellt, welche als Muster für die Siedlung Leimgrübel diente.

## Architektur
Leimgrübel besteht aus 30 Mehrfamilienhäusern, die in Zeilen zu zwei oder drei Häusern entlang dem Hang angeordnet sind. Die Grundrisse sind klassisch mit je einer 3- und 4-Zimmer-Wohnung pro Stockwerk, die von einem zentralen Treppenhaus erschlossen sind. In der gesamten Siedlung sind 189 Wohnungen untergebracht.